# Sportovní hala Fortuna
Die Sportovní hala Fortuna ist eine Mehrzweckhalle im Stadtteil Bubeneč der tschechischen Hauptstadt Prag. Sie wird hauptsächlich für Eishockey, aber auch für Konzerte genutzt. Die Halle, die 1962 eröffnet wurde, war von der Einweihung bis in das Jahr 2015 die Heimspielstätte des HC Sparta Prag.

## Geschichte
Um Messen ausrichten zu können, wurde 1907 neben dem Ausstellungsgelände von 1891 im Park Stromovka der so genannte Strojnický palác errichtet. Dieser Palast beherbergte bis 1947 Ausstellungen, die danach auf dem Messegelände Brünn stattfanden. In den folgenden Jahren stand das Prager Areal leer, am 2. Dezember 1952 beschloss die tschechoslowakische Regierung, auf dem ehemaligen Messegelände ein Sportareal zu errichten. Die Arbeiten wurden wegen finanzieller Auslastung von 1954 bis 1958 unterbrochen, fertiggestellt wurde der Bau 1962. Dabei entstand im ehemaligen Mittelschiff des Ausstellungspalasts die Eisfläche des neuen Stadions, das den offiziellen Namen Sportovní hala ČSTV v PKOJF trug, umgangssprachlich aber nur Sportovní hala, also Sporthalle, genannt wurde.
Eröffnet wurde die Halle am 7. März 1962 mit einer Eiskunstlaufrevue, am 14. März fand hier die Eiskunstlaufweltmeisterschaften statt. Anschließend zog als Untermieter der Eishockeyverein HC Sparta Prag ein. 18.500 Menschen, so hoch war anfänglich das Fassungsvermögen, sahen am 23. Dezember 1962 einen 4:3-Sieg der tschechoslowakischen Nationalmannschaft über die UdSSR.

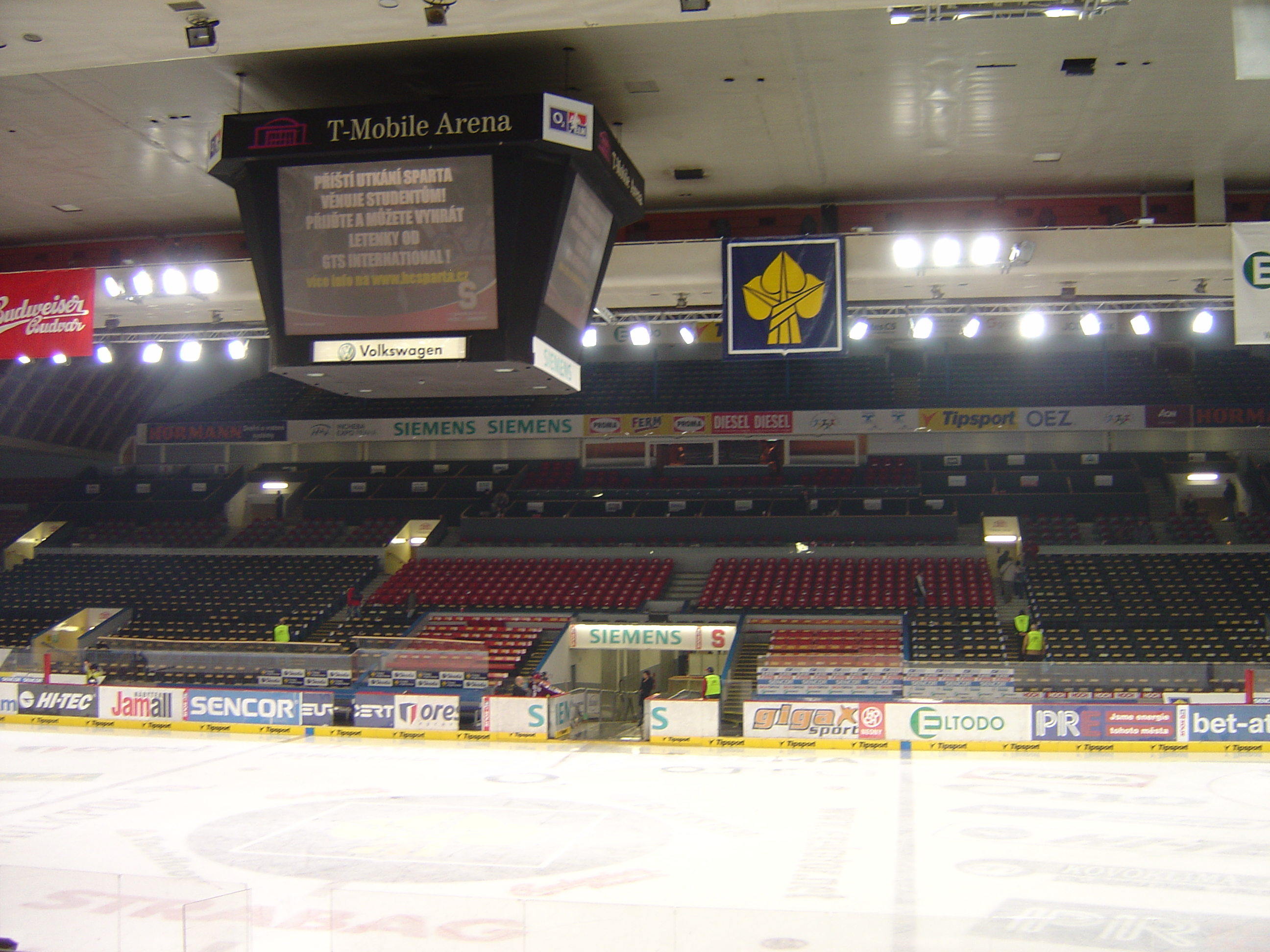
Die Haupttribüne der Arena

In den Jahren 1972, 1978, 1985 und zuletzt 1992 fanden in der Sportovní hala Spiele der Eishockey-Weltmeisterschaft statt. Ende der 1960er Jahre sank die Kapazität auf 14.080 Zuschauer, als Steh- in Sitzplätze umgewandelt wurden. Nach der samtenen Revolution wurde die Halle Sparta Prag von der Stadt für die nächsten 30 Jahre überlassen. Das Fassungsvermögen bei Eishockeyspielen sank auf 12.950 Zuschauer auf den regulären Sitz- und Stehplätzen. Stehplätze (jeweils ca. 1000) gibt es seit circa vier Jahren ausschließlich in den Fanblocks für Gast- und Heimmannschaft, welche sich hinter den beiden Toren befinden. Zu den angegebenen Plätzen sind nach offiziellen Angaben (Homepage HC Sparta) noch einmal 1381 Plätze im V.I.P.-Bereich hinzu zu rechnen. Die Gesamtkapazität der Halle bei Eishockeyspielen beträgt damit offiziell 14.331 Plätze.
Allerdings sind die Angaben hier durchaus uneinheitlich. So werden auf der Website des HC Sparta zwei Playoff-Finalspiele der Saison 2006/07 am 8. April und 9. April 2007 gegen den HC Pardubice mit einer offiziellen Zuschauerzahl von 14.500 als ausverkauft angegeben. Beim letzten Finalspiel jener Saison am 14. April 2007 betrug die offizielle Zahl der Zuschauer in der wiederum als ausverkauft bezeichneten Halle jedoch nur genau 14.000. Tatsächlich blieben bei allen genannten Spielen jedoch zahlreiche Plätze an den 4 Ecken der Halle leer, so dass davon auszugehen ist, dass aus Sicherheitsgründen oder aus Gründen der durch Pfeiler stark eingeschränkten Sicht auf diesen Plätzen nicht alle theoretisch verfügbaren Plätze auch in den Verkauf gelangen.

Altes Logo der T-Mobile Arena

Eine Neuerung in der inzwischen nicht mehr dem Stand der Entwicklung entsprechenden Halle war im Jahr 2000 die Installation eines großen Videowürfels über dem Spielfeld. Seither wurden im Bereich der gastronomischen Versorgung sowie der Sanitäranlagen einige Verbesserungen vorgenommen. Bei den Fans des HC Sparta blieb die Halle trotz gewisser Mängel bislang äußerst populär.
1999 wurde die Halle durch das Namenssponsoring des Mobilfunknetzbetreiber Paegas in Paegas Arena umbenannt. Als die Deutsche Telekom 2002 das hinter Paegas stehende Konsortium übernahm, änderte sich der Name der Gesellschaft in T-Mobile, jener der Eishalle entsprechend in T-Mobile Arena. Nach dem Auslaufen des Vertrages mit T-Mobile im März 2008 hieß die Halle vorübergehend Arena HC Sparta und später Tesla Arena. Im Dezember 2011 übernahm das Wettunternehmen Tipsport die Sponsorenrechte an der Arena. Seit 2022 ist der Wettanbieter Fortuna Namensgeber der Halle.
Die Arena wurde nicht nur für Heimspiele des HC Sparta Prag verwendet, sondern auch für weitere Events wie Musikkonzerte oder Partys. In diesem Fall beträgt das Fassungsvermögen 10.500 Zuschauer.